# ميليسا يورك
ميليسا يورك (بالإنجليزية: Melissa York)‏ هي موسيقية أمريكية، ولدت في 22 فبراير 1969.

## وصلات خارجية
- ميليسا يورك على موقع ميوزك برينز (الإنجليزية)
- ميليسا يورك على موقع أول ميوزيك (الإنجليزية)
- ميليسا يورك على موقع ديسكوغز (الإنجليزية)